# Конфедерація тринадцяти кантонів
Конфедерація тринадцяти кантонів (нім. Dreizehn Alte Orte; також Тринадцять старих теренів) — сукупність кантонів Швейцарії, що утворювали Стару швейцарську конфедерацію з 1513 року (приєднання Аппенцелля) до 1798 року (початок Гельветійської республіки).
Наприкінці Бургундських війн право на приєднання двох нових членів спричинило розкол між сільськими та міськими кантонами, який було вирішено компромісом 1481 року. Десять років по тому відмова конфедератів сплачувати новий імперський податок спровокувала Швабську війну, яка призвела наприкінці 1499 року до фактичного визнання Імперією швейцарських кантонів та прийняття у 1501 році до її складу союзних міст Базеля та Шаффгаузена, а потім Аппенцелля у 1513 році. Після цього конфедерати були втягнуті в Італійські війни. По черзі союзники та вороги французів, вони зазнали поразки в битві під Мариньяно 1515 року, що ознаменувало кінець їхньої політики експансії.
У XVI столітті в Цюриху з'являється протестантська Реформація, яка швидко поширюється на більшу частину країни, що розривається чотирма релігійними війнами. Поступово приборкана Контрреформацією в німецькомовній частині країни, Реформація натомість поширюється на захід — у землі Во, Невшателя і Женеви, яка спочатку стає вільною республікою, а з 1541 року — теократією. Тим часом зусиллями кантонів Берн, Фрібур та Вале Савойське герцогство було вигнане з території Во, що визначило кордони країни, які ми знаємо сьогодні.
Під час Тридцятилітньої війни Швейцарія залишалася нейтральною, а її існування було офіційно та остаточно визнано Вестфальськими договорами 1648 року. XVIII століття знаменує собою період наукового та економічного процвітання; саме з цього періоду датується концепція швейцарської нації. У цей період відбулося кілька народних повстань у Берні, Люцерні, Урі, Фрібурзі, Левентіні та у Во, що передбачили майбутні революції кінця століття.

## Від восьми до тринадцяти кантонів

### Штанська угода

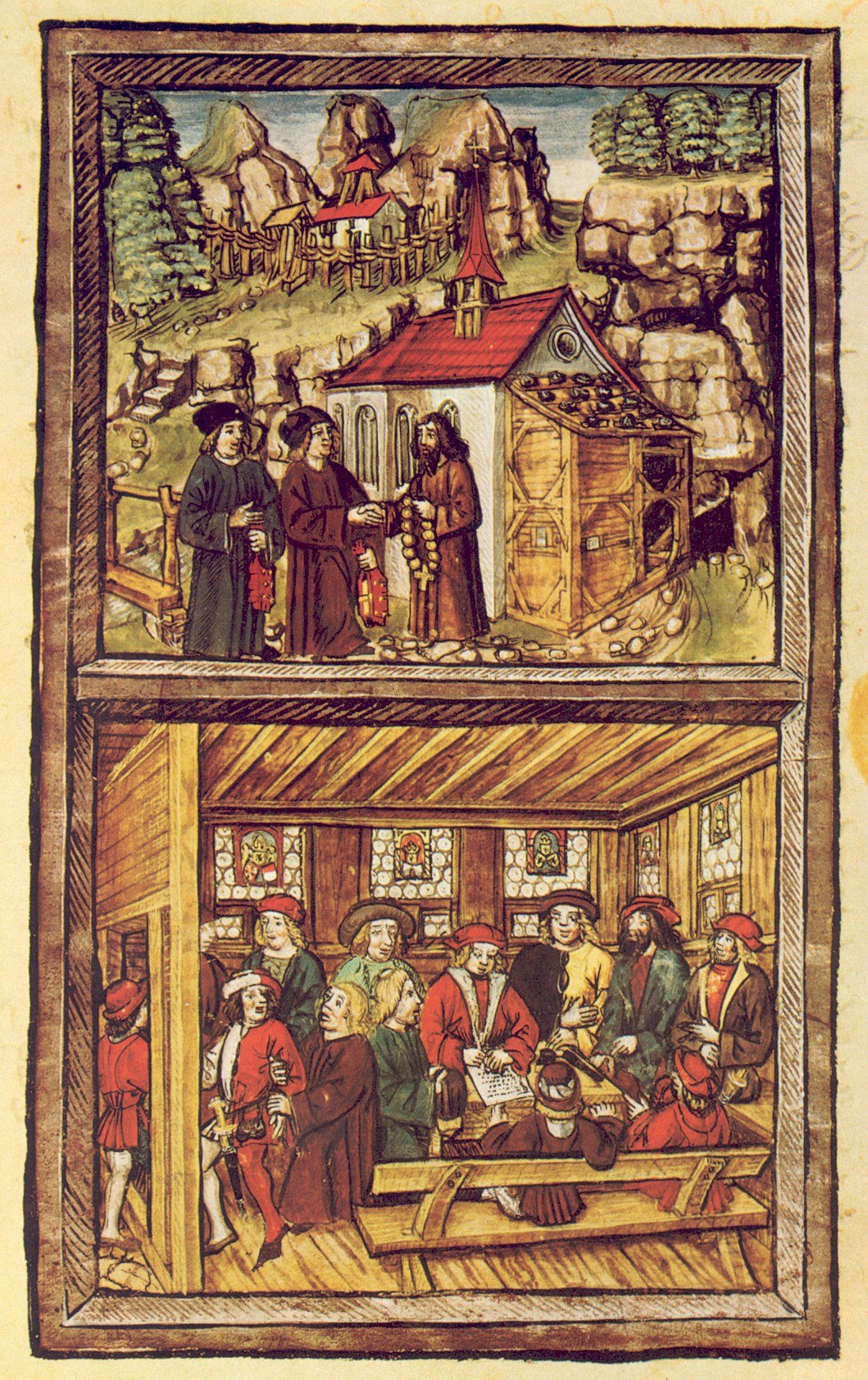
Штанська угода, ілюстрація з Люцернської хроніки (1513) Дібольда Шиллінга Молодшого

Після закінчення Бургундських війн конфедерати хоча й здобули перемогу, були глибоко розділені. Після століття завоювань великі міста (Цюрих, Берн і Люцерн) значно розширили свої території та владу. Сільські кантони (де лише Урі все ще міг уявити собі розширення на міланській стороні Готтардського масиву) з неприхильністю ставилися до поступового панування міської буржуазії, яка була набагато більш населеною, ніж сільська місцевість.
У 1476 році вимоги Фрібура та Золотурна, двох міст, підтримуваних Берном та Цюрихом, приєднатися до системи союзу розсварили кантони. П'ять сільських кантонів, фактично, боялися бути врівноваженими п'ятьма містами у разі прийняття двох нових членів. Зіткнувшись з відмовою сільських кантонів, 23 травня 1477 року Цюрих, Берн, Люцерн, Фрібур і Золотурн уклали договір про «вічну комбуржуазію за і проти будь-кого» — наступально-оборонний союз.
Федеральні збори, організовані у місті Штанс 1480 року, не дозволили знайти компроміс. Зустріч кілька разів переносилася, з обох сторін лунали погрози, і всі традиційні методи посередництва здавалися безуспішними, доки 22 грудня 1481 року не втрутився відлюдник Ніклаус фон Флюе, який несе послання миру, допомагаючи таким чином уникнути громадянської війни.
Того ж дня, окрім вступу Фрібура та Золотурна до Конфедерації, депутати підписали Штанську угоду, яка доповнювала Земпахську хартію, підписану 1393 року між членами Конфедерації восьми кантонів. Окрім питання розподілу бургундської здобичі, текст регулював кілька правових проблем, пов'язаних з територіальною цілісністю кантонів, а також зобов'язання кантонів допомагати один одному у разі внутрішнього повстання. Ці два тексти, разом узяті, до кінця XVIII століття служили Конституцією країни.
Таким яином, два нові кантони зрештою було прийнято до складу Конфедерації, хоч і не на рівних правах: сільські кантони відмовляли їм у праві на місце на тагзатцунгу до 1501 року та в рівноправності при укладанні союзних присяг — до 1526 року. Вперше було прийнято ненімецькомовний кантон (Фрібур, двомовний франко-німецький); однак до 1798 року, коли утвердилася багатомовність, німецька залишалася єдиною офіційною мовою країни.

### Швабська війна

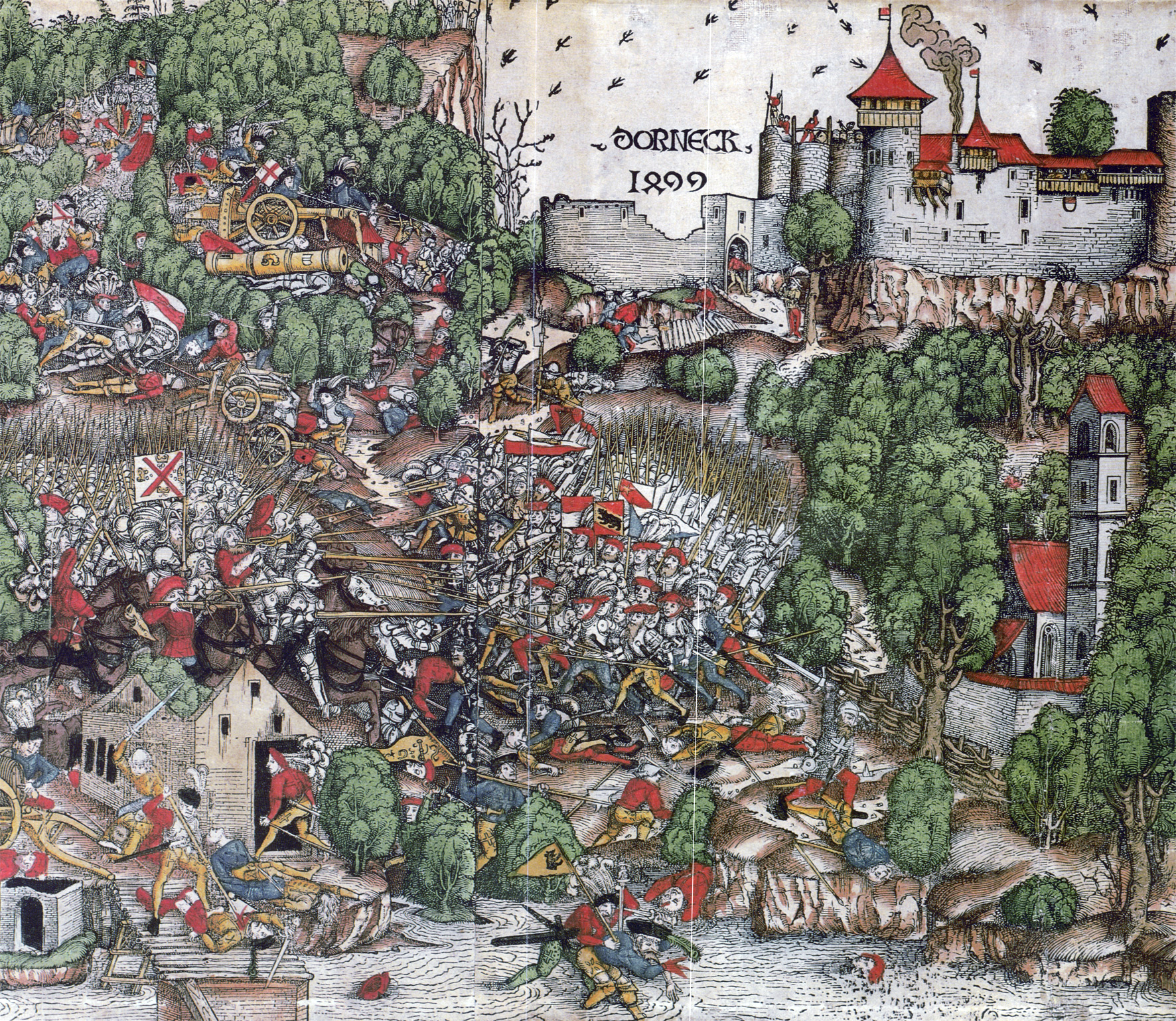
Фрагмент гравюри із зображенням битви під Дорнахом.

Після поразки бургундців імператор Максиміліан I, перш ніж коронуватися імператором у 1508 році, реорганізував Священну Римську імперію, об'єднавши всі землі Габсбургів під своїми прапорами. Користуючись титулом короля римлян, він намагається запровадити під час Вормського рейхстагу в серпні 1495 року «вічний загальноімперський мир», що забороняв будь-які приватні війни, а також податок під назвою «імперський центим».. Посилаючись на свою імперську безпосередність, швейцарці відмовляються платити цей податок.
Після численних апеляцій, судових процесів і погроз, внаслідок протистояння між лігами Граубюндену, союзними швейцарцям, і Тіролем, підтримуваним містами Швабії, розпочалися військові дії: Швабська війна (яку німці називали Швейцарською війною) розпочалася в лютому 1499 року серією перемог конфедератів у битвах при Фрастанці, Гарді, Брудергольці, Швадерлосі, Тінгені, де щоразу швейцарці відбивали німецькі війська, але не використовували свої перемоги, систематично відступаючи за Рейн. Затриманий справами в Нідерландах, Максиміліан взяв справу в свої руки лише 28 квітня 1499 року, після того як вигнав конфедератів з Імперії. Швейцарська перемога 22 липня 1499 року в битві під Дорнахом, де загинув імператорський інтендант граф Генріх фон Фюрстенберг, змусила Максиміліана вести переговори про мир, який був укладений 24 вересня 1499 року в Базелі. Базельський договір, на думку багатьох авторів, ознаменував «визнання Німеччиною незалежності Швейцарії». Однак це визнання ніколи не було офіційно закріплене, але швейцарці розуміли та тлумачили його саме так; офіційно незалежність була визнана лише Вестфальським договором 1648 року.

### Базель та Шаффгаузен

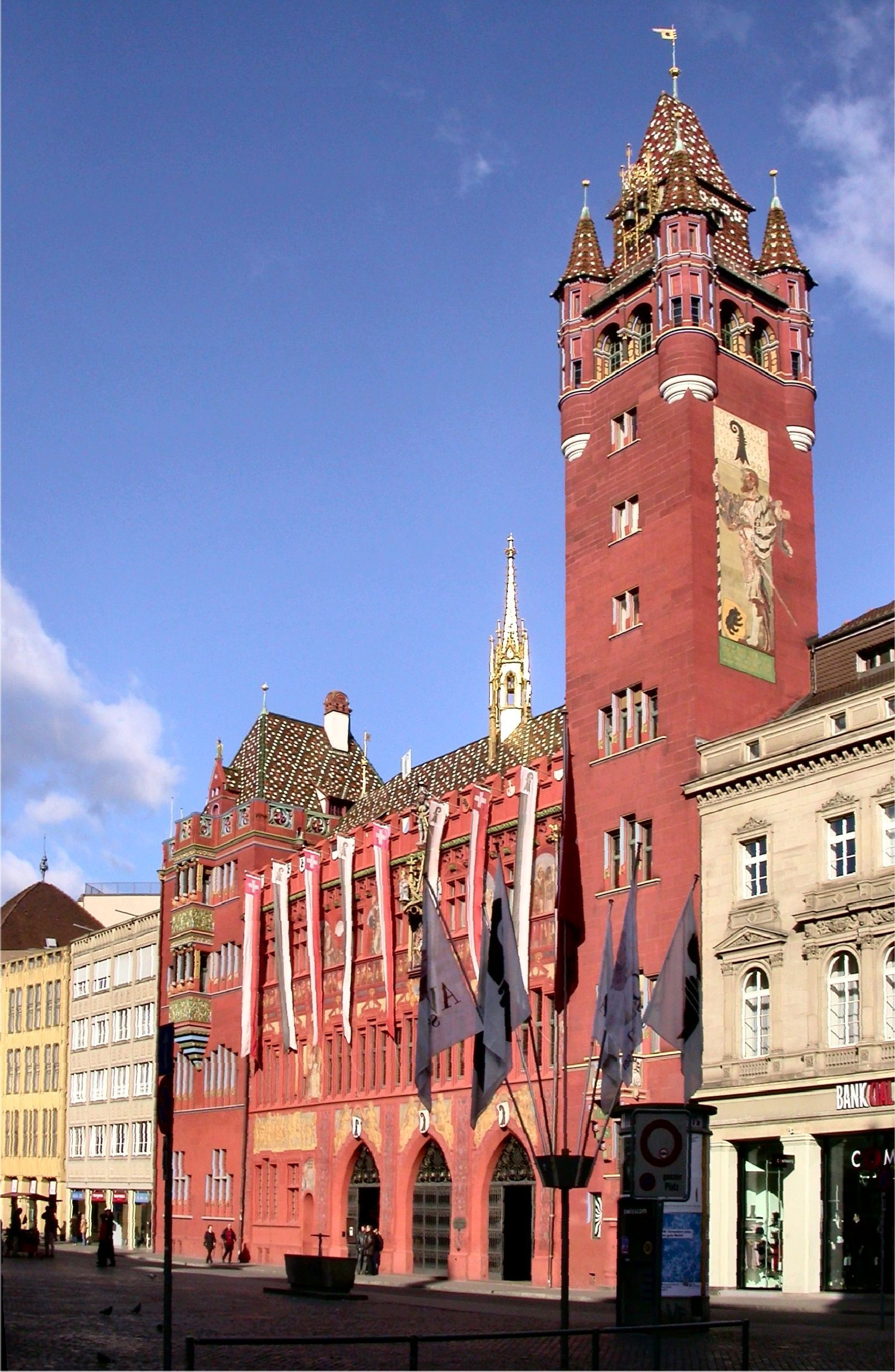
Базельська ратуша.

Так само, як і для Фрібура та Золотурна під час Бургундських війн, одним із непрямих наслідків підписання мирного договору з імператором було приєднання у 1501 році нових кантонів Базель та Шаффгаузен, які протягом багатьох років були союзниками швейцарців.

Це прийняття, схвалене всіма кантонами, знаменує собою поворотний момент в історії країни з трьох причин. По-перше, вперше у своїй історії країна має більшість міських кантонів порівняно з сільськими, у співвідношенні п'ять до семи; це переважання міст триватиме до 1798 року. По-друге, північний кордон країни тепер збігається (за винятком регіону Фрікталь) з руслом Рейну, а Шаффгаузен є плацдармом на територію Швабії; швейцарці, крім того, зміцнять цей плацдарм, збудувавши між 1564 і 1589 роками фортецю Мунот, яка височіє над містом на пагорбі Еммерсберг. Зрештою, приєднання Базеля до Конфедерації дало їй перший університет, заснований у 1460 році, а також важливе літературне та культурне місце, де працювали такі особистості, як Себастьян Брант, Йоганн Еколампадій або Парацельс, що дозволило країні вступити до епохи Відродження.

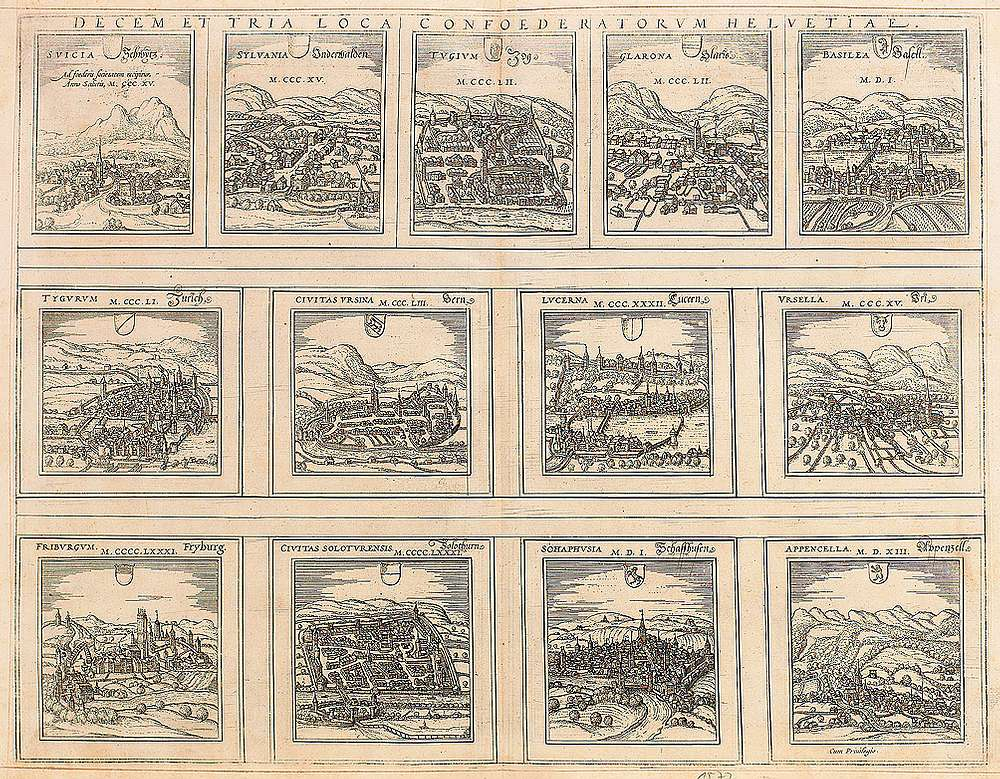
Тринадцять теренів Швейцарської Конфедерації, гравюра 1572 року

### Аппенцелль
З моменту підписання союзного договору 1452 року солдати Аппенцелля брали участь у більшості битв пліч-о-пліч з конфедератами, навіть отримавши в 1500 році спільне право власності на спільне володіння Райнталь за свою участь у Швабських війнах. Однак прохання апенцелльців у 1501, 1510 та 1512 роках про повноправний вступ до Конфедерації щоразу відхилялися чотирма кантонами, союзними з абатством Святого Галла, яке й далі, попри Аппенцелльські війни початку XV століття, претендувало на імперське опікунство над чотирма громадами, що складали Аппенцелль.
Лише після кризи, спричиненої частковим провалом облоги Діжона, 13 грудня 1513 року конфедерати визнали Аппенцелль тринадцятим кантоном, хоча його вперше допустили до засідання парламенту лише під час тагзатцунгу 1514 року. Як наслідок цього приєднання, пенсії, отримувані від управління спільними володіннями, дали змогу новому кантону поступово, до 1566 року, викупити застави, які він узяв в абатства Святого Галла.

## Кантони-члени альянсу

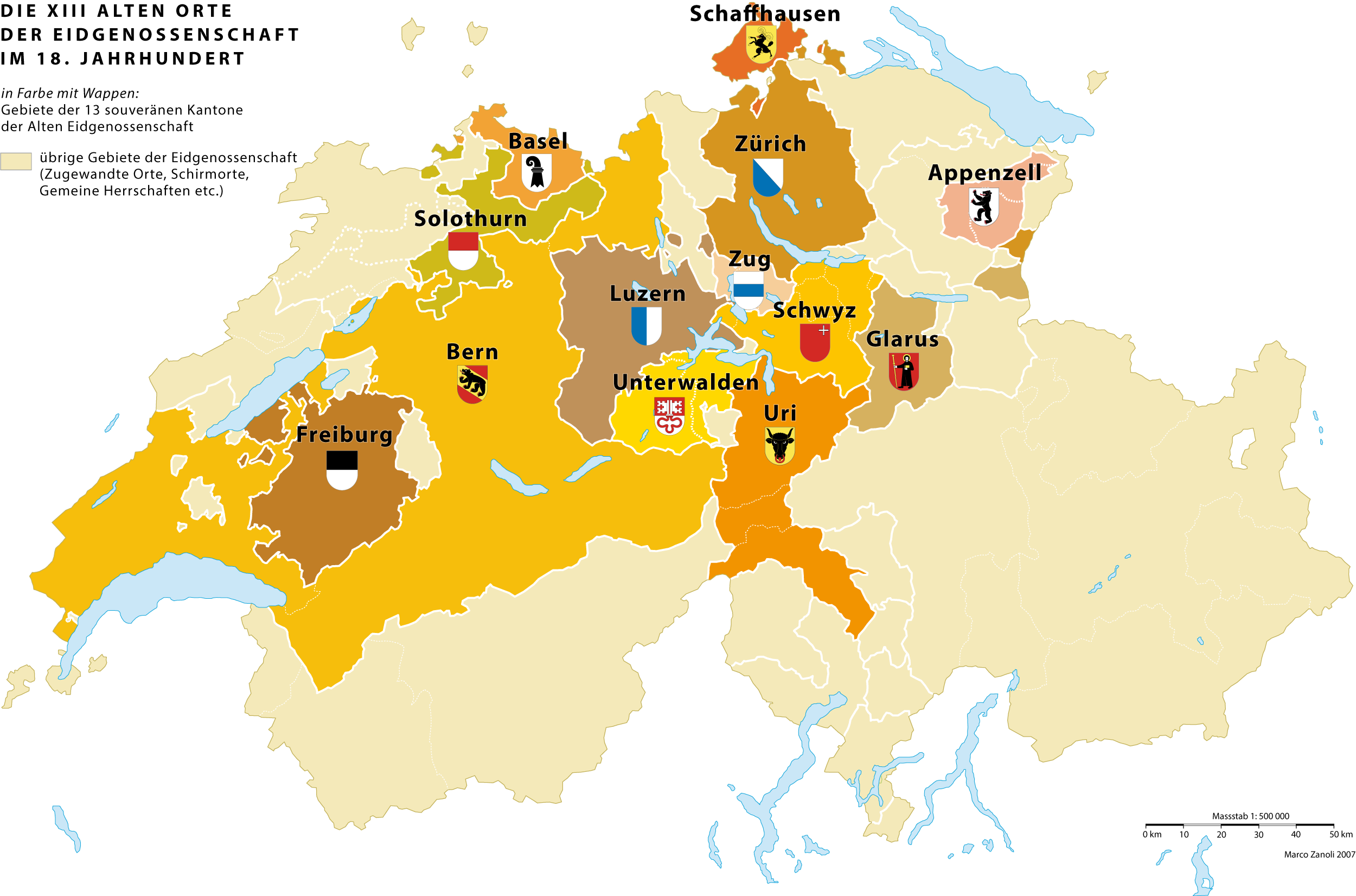
Тринадцять старих місць (кантонів) і територія, яку вони безпосередньо контролювали у XVIII столітті

Схема структури Старої Швейцарської Конфедерації у XVIII столітті

Тринадцять кантонів подані в порядку історичного переліку (в дужках — роки відповідних союзів, три головуючі кантони виділені):
 Кантон Урі (1291)
 Кантон Швіц (1291)
 Земля Унтервальден (Обвальден і Нідвальден) (1291)
 Місто Цюрих (1351), перший головуючий член
 Місто Люцерн (1332), третій головуючий член
 Місто та село Цуг (1352)
 Місто та Республіка Берн (1353), другий головуючий член
 Кантон Гларус (1352/86)
 Місто Фрібур (1481), з 1454 року асоційований член
 Місто Золотурн (1481), з 1353 року асоційований член
 Місто Шаффгаузен (1501), з 1454 року асоційований член
 Місто Базель (1501)
 Кантон Аппенцелль (1513), з 1411 року асоційований член
У статті 1 сучасної Федеральної конституції Швейцарської Конфедерації головуючі кантони (Цюрих, Берн та Люцерн) перелічені раніше, ніж три найстаріші кантони — Урі, Швіц, Обвальден та Нідвальден, а також інші сім із тринадцяти старих кантонів, інакше, ніж тут.
До підрахунку не були включені частини Конфедерації, які не мали рівних прав: асоційовані члени, підвладні території окремих кантонів та спільні володіння.

## Структура Конфедерації XIII кантонів

### Політична та географічна структура

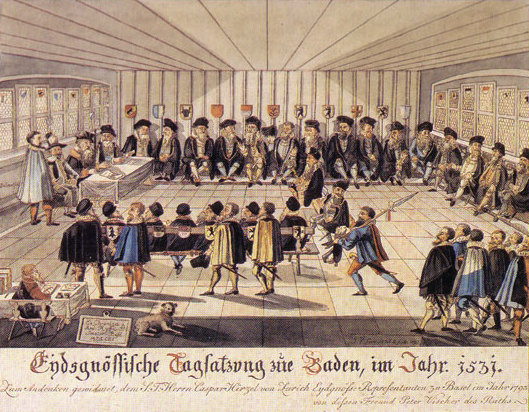
Зображення тагзатцунгу в Бадені 1531 року.

Досі офіційно приєднана до Священної Римської імперії, Конфедерації, протягом XV століття, поступово відокремлювалася від неї та дедалі чіткіше претендувала на суверенні права в судових, військових та фінансових питаннях. На початку XVI століття, фактично, Швейцарія складалася з трьох союзних і рівноправних утворень, а саме: єпископського князівства Вале, яке 1627 року стало Республікою Семи десятин, Вільної Держави Трьох Ліг (тобто Ліги Дому Божого, Сірої Ліги та Ліги Десяти Юрисдикцій) — демократичної федерації, що об'єднувала близько п'ятдесяти юрисдикцій і володіла фогтствами К'явенна, Вальтелліна та Борміо, і, нарешті, Швейцарської Конфедерації (також званої Швейцарською Лігою або Гельветським корпусом), яка складалася з п'яти сільських кантонів (Orte), семи міських кантонів та одного змішаного кантону (Цуг) і володіє спільними володіннями Ешалан, Грансон, Орб, Ме, Муртен, Шварценбург, Баден, Фрайамт, Тургау, Райнталь, Уцнах, Гастер, Гамс, Зарганс, Валлемаджа, Локарно, Лугано та Мендрізіо. Також членами Конфедерації, але як асоційовані члени (zugewandte Orte), були території Санкт-Галлена, Роттвайля, Мюлуза, Біля, Женеви, Невшателя, а також Базельського єпископства (за протокольним порядком). Нарешті, захист Конфедерації поширювався також на абатство Енгельберг та республіку Герзау.
Центральним органом Конфедерації був Тагзатцунг, чиї повноваження щодо прийняття рішень були практично нульові. Фактично, цей орган був лише з'їздом делегатів, рішення якого могли бути прийняті лише одноголосно. Кожен кантон надсилав делегацію, зазвичай з двох членів, але з одним голосом, на тагзатцунги, які на початку XVI століття збиралися приблизно 20 разів на рік. До участі, крім того, постійно запрошувалися Три Ліги та Вале; за потреби могла бути запрошена й думка союзників, а також заслуховувалися іноземні посли. З 1500 року на тагзатцунзі головував кантон Цюрих (кантон, що головує на тагзатцунзі, німецькою мовою називається Vorort), проте без постійного місця: це визначається від сесії до сесії, хоча часто обирали між Баденом в Ааргау та Фрауенфельдом у Тургау, які разом, зокрема, приймали Тагзатцунги.

### Соціально-економічна структура

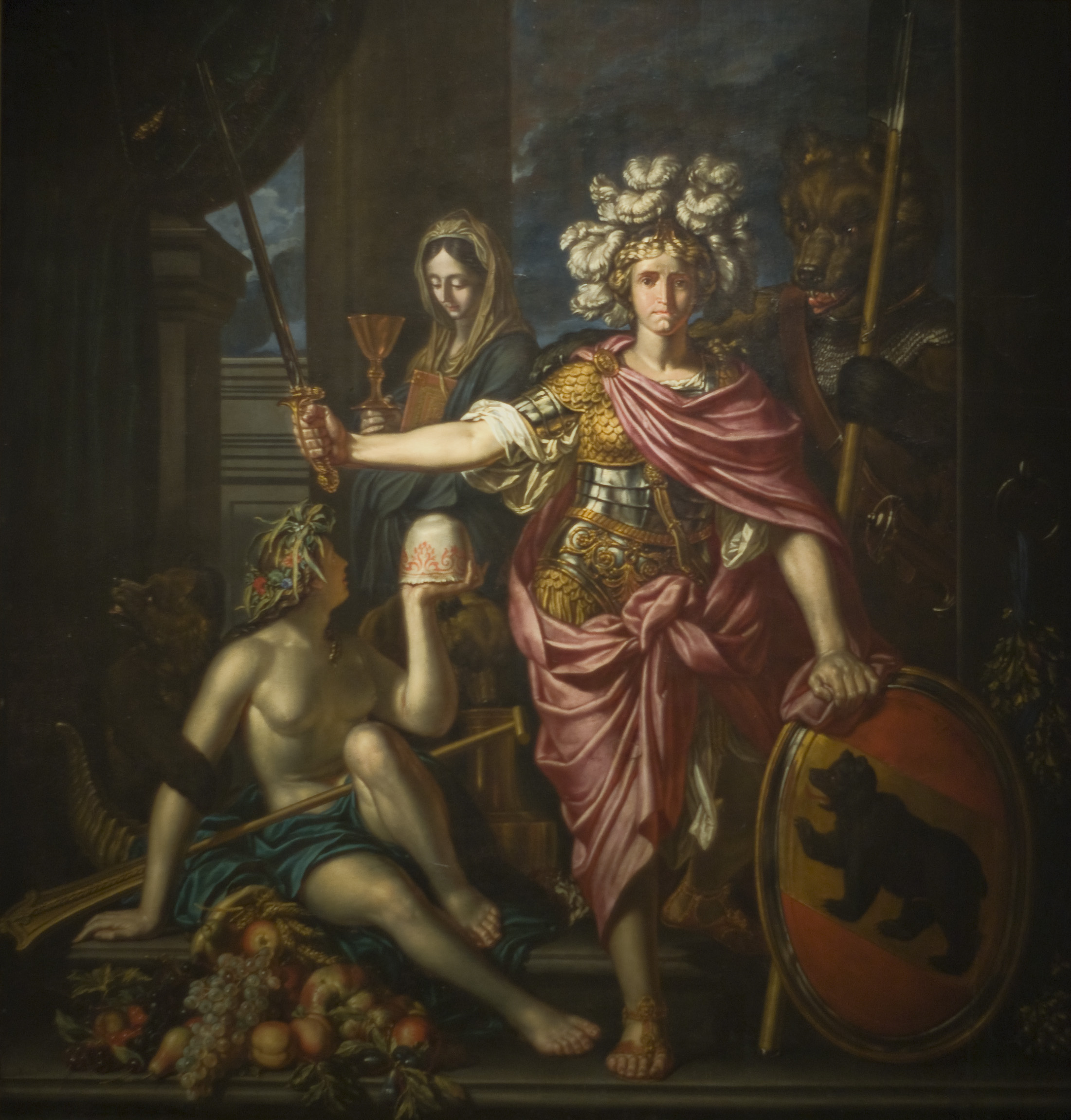
Алегоричне зображення Берна роботи Йозефа Вернера 1682 року.

Як у містах, так і в сільській місцевості, у XVI столітті відбулося зміцнення вищих класів, які, крім своєї основної діяльності, все частіше починали обіймати політичні та урядові посади. Таким чином вони створили нову форму аристократії як у містах, де сім'ї, що займалися торгівлею та промисловістю, поступово домінували на політичній та соціальній арені, так і в сільській місцевості, де політика та адміністрація перебували під контролем торговців сіллю, худобою або тих, хто отримував прибуток від транзиту через Альпи.
Вихід країни з основних європейських полів битв призвів до зниження рівня смертності та швидкого зростання населення (з 1,2 до 1,7 мільйона протягом XVIII століття), особливо в містах. Вони беруть під свій контроль економіку країни, зокрема шляхом надання кредитів у формі іпотек, які часто не можуть бути погашені отримувачами, що дозволяє міській буржуазії створити сільські маєтності, які замінюють місцевих сеньйорів. Так сталося, наприклад, у кантоні Фрібур, який у 1554 році придбав сеньйорію Корб'єр у результаті іпотеки, наданої в 1543 році. Таким чином, буржуа стають шляхтичами, землевласниками. У кантонах Берн і Фрібур вони приймають титул «Їхні Високоповажності».
Хоча середня зона фінансового впливу міст збільшилася з приблизно 20 до 30 кілометрів між першою половиною XVI століття і початком XVII століття, більшість міст інвестували лише в межах своїх кантональних кордонів, за винятком занадто обмежених територій, таких як Шаффгаузен, де міщани вважали за краще інвестувати на південному березі (швейцарській стороні) Рейну.
З економічної точки зору, хоча найманство залишалося одним з основних джерел доходу (у певні періоди різні європейські країни наймали майже 60 000 швейцарських найманців), прерогативою сільської місцевості все ще залишалися сільське господарство (конюшина, тютюн і картопля, головним чином за рахунок скорочення посівів зернових) і тваринництво. Міста поступово розпочали індустріалізацію з тканинним виробництвом, основним експортним продуктом між XV та XVII століттям. У той же час торговці вовною та льоном створили систему Verlagssystem, через яку вони постачали сировину та інструменти, необхідні незалежним виробникам, а потім забирали готову роботу назад.

## Італійські війни

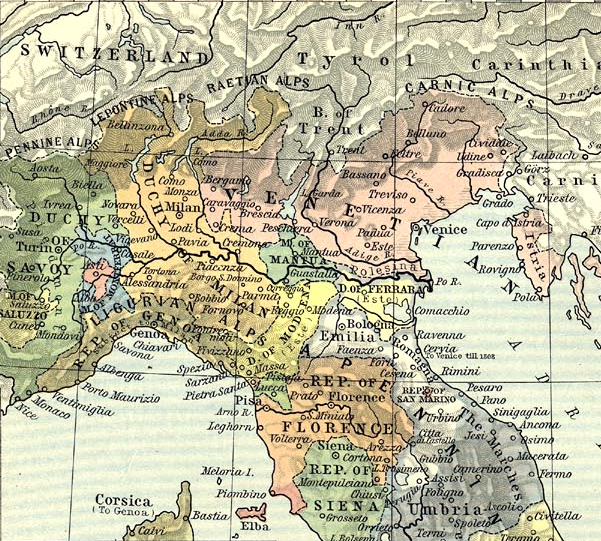
Ситуація в Північній Італії в 1494 році.

Коли французький король Карл VIII розпочав італійські війни, він швидко отримав підтримку від кількох швейцарських кантонів, зокрема Урі, Швіц, Унтервальден та Люцерн, чиї численні спроби контролювати Тічино та південні долини Готтардського масиву, що тоді перебували під контролем Міланського герцогства, виявилися невдалими, за винятком Левентини, яка контролювалася Урі з 1441 року. Таким чином, у 1499 році конфедерати перетнули Готтард і вторглися, як союзники Франції, у Рів'єру та регіон Беллінцона — території, які були остаточно надані їм у 1503 році королем Франції Людовиком XII та перетворені на спільні володіння. Водночас в армії Людовика XII воювали безпосередньо майже 5 000 найманців. Однак кілька кантонів, зокрема Берн і Цюрих, виступали проти союзу з Францією, надавали найманців протилежному табору, зокрема герцогу Мілану Людовіко Сфорца (відомому як Мавр). Ув'язнений у місті Новара 6 квітня 1500 року, герцог Міланський та його війська готуються витримати облогу 15 тис. французів; саме в цей момент швейцарські найманці відмовилися воювати зі своїми співвітчизниками та домовилися про перемир'я та право залишити місто. Спроба герцога втекти інкогніто була невдала: його зрадив солдат з Урі та видав французам під час епізоду, який згодом отримав назву «зрада Новари». Також у 1503 році, після того як у боях загинуло близько 30 000 осіб, тагзатцунг під тиском народу вперше ухвалив закон про централізацію зовнішньої політики, позбавивши кантони права укладати союзи без згоди більшості конфедератів.
Три роки по тому, під дипломатичним тиском кардинала Маттеуса Шинера, єпископа Сьйонського з 1499 року та запеклого прихильника папства, швейцарці змінили свій союз, приєдналися до Священної Ліги — антифранцузької коаліції, до якої також входили Іспанія, Австрія, Венеція та Англія, та уповноважили Папу Римського набрати військові сили з 10 тис. вояків у Швейцарії для захисту Ватикану з березня 1510 року. Швейцарці взяли участь у поразці французів у битві при Новарі 6 червня 1513 року. Як винагороду вони отримали решту Тічино, регіони Лугано та Локарно, а також долину Оссола, які також були перетворені на спільні володіння, тоді як Граубюнденські ліги, союзники конфедератів, отримали Вальтелліну. Битва при Новарі ознаменувала кульмінацію військової переваги швейцарців перед напівпровалом бургундської експедиції та облогою Діжона 7 вересня 1513 року, звідки швейцарські війська відступили до підписання мирного договору, значною мірою на їхню користь, що дозволило Людовіку XII порушити договір і відновити воєнні дії.

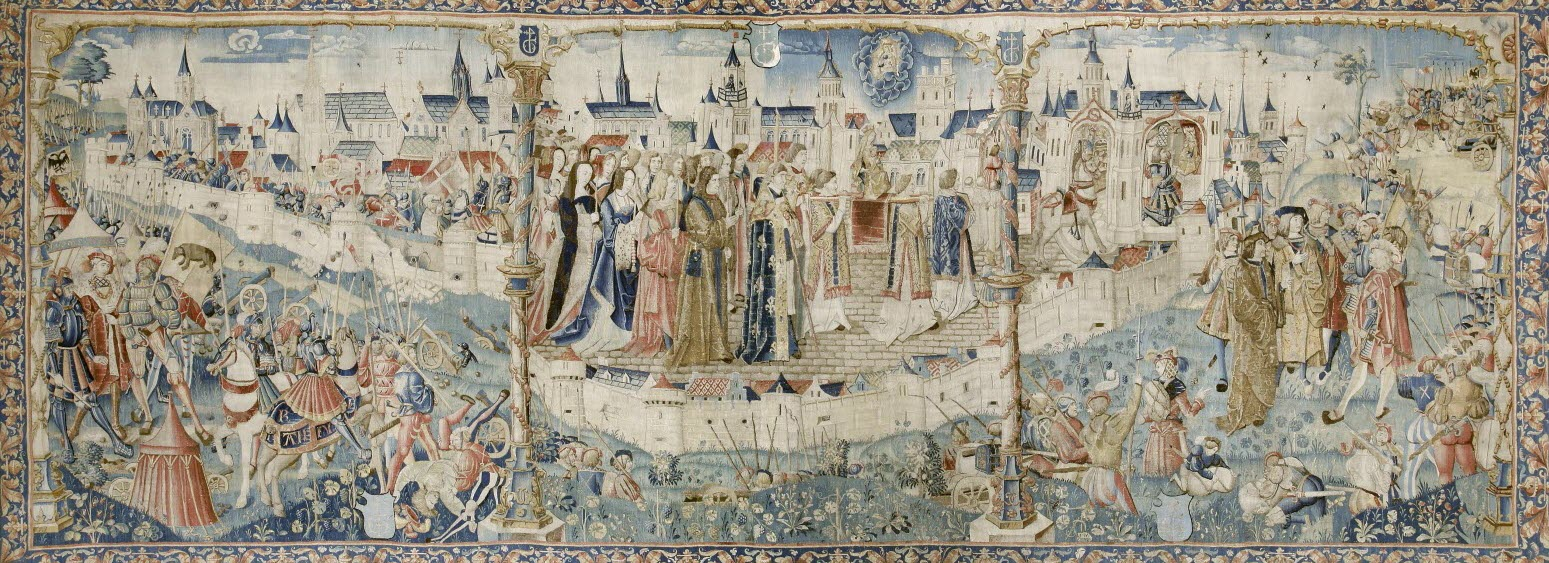
Облога Діжона швейцарцями в 1513 році

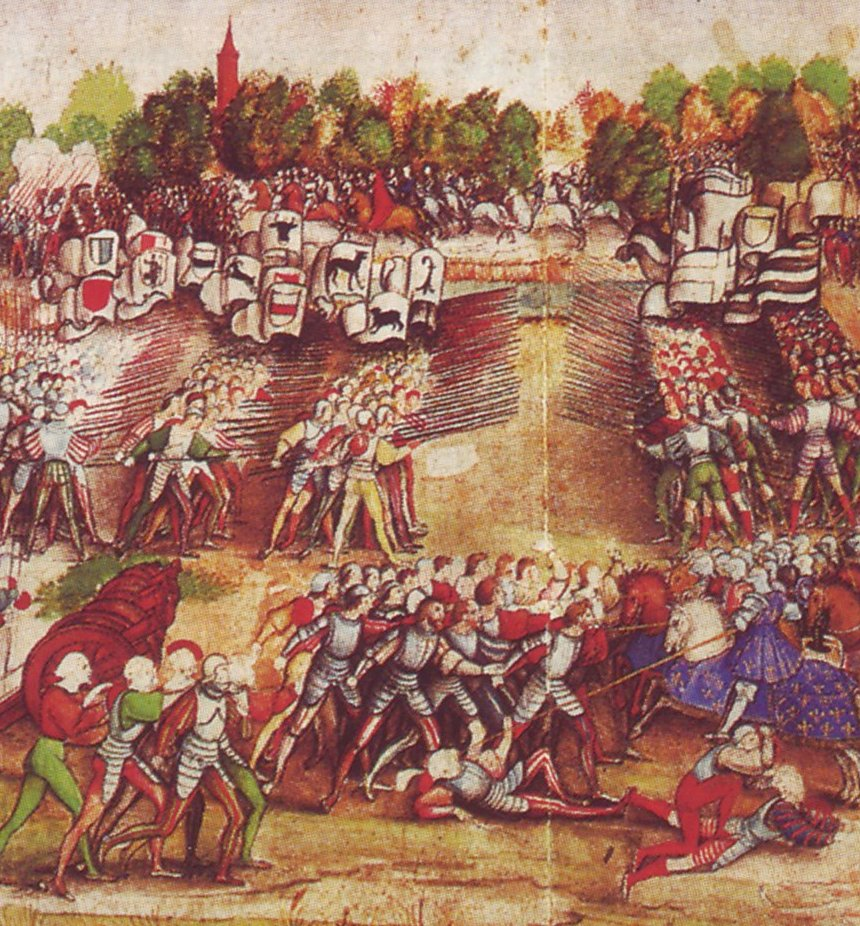
Фрагмент мініатюри, що зображує битву під Мариньяно.

З моменту сходження на французький престол Франциск I почав з розколу швейцарців: західні кантони (Базель, Золотурн, Берн і Фрібур), які не мали особливих інтересів в Італії, вивели свої війська в обмін на торговельні пільги з Францією після укладення мирного договору в Галларате 8 вересня 1515 року. Ця роз'єднаність призвела до поразки швейцарців у битві під Мариньяно 13 і 14 вересня 1515 року, що ознаменувало кінець експансіоністської політики конфедератів, які відтоді брали участь у великих битвах на континенті лише як найманці.
Головним наслідком Італійських війн, формалізованим вічним миром, підписаним 29 листопада 1516 року у Фрібурзі — це входження Конфедерації у французьку орбіту, яку вона не покине до Реставрації: у комерційному, але особливо у військовому плані, першість офіційно була надана Франції, яка стала найбільшим роботодавцем швейцарських найманців. Територіально швейцарці втратили долину Оссола та деякі території на берегах озера Маджоре, але зберегли італійські фогтства, що остаточно закріпило південні кордони країни.
Цей вічний мир був підтверджений договором про оборонний союз, підписаним 5 травня 1521 року, за яким швейцарці зобов'язувалися захищати Французьке королівство від будь-якого агресора в обмін на виплату пенсій та надання низки торговельних пільг.

## Протестантська Реформація

### Реформація в Цюриху

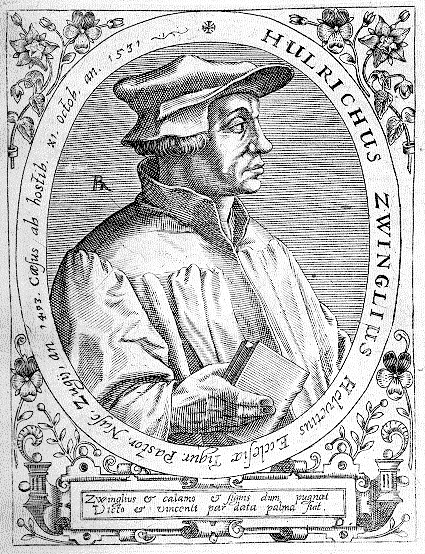
Портрет Цвінглі.

Протестантську Реформацію у Швейцарії запровадив Ульріх Цвінглі, священник із Цюриха. Будучи послідовником радикальнішої реформи, ніж пропозиції Мартіна Лютера, та проникнутим гуманізмом Еразма, з 1521 року він проповідував відкидання католицької ієрархії, а також усіх обрядів, які не описані в Новому Заповіті.
Він вступив у відкритий конфлікт зі своїми колегами та єпископом Констанца, від якого залежав Цюрих з 1522 року, відкинувши законність стриманості, церковного целібату (пізніше він одружився з Анною Райнгард, від якої у нього буде четверо дітей) та Великого посту. Справа набула політичного характеру і переросла в конфлікт між тагзатцунгом, який засудив ці «нововведення», та Цивільною радою міста, яка підтримала проповідника; 29 січня 1523 року між Цвінглі та представником єпископа організована теологічна суперечка про «проблеми віри». Цивільний уряд підтримує проповідника під час цієї суперечки, а також під час другої, що відбулася в жовтні 1525 року, й офіційно приймає Реформацію разом із низкою заходів, що скасували месу, релігійний шлюб та целібат для священників, жіночі монастирі та найману роботу.
Цей останній захід, зокрема, налаштував інші кантони проти Цюриха, який виключено з тагзатцунгу, поки Реформація поширювалася в Берні, Базелі, Шаффгаузені, Мюлузі, Білі, Санкт-Галлені, Гларусі (частково), Аппенцеллі та в Граубюндені, змушуючи їх боротися як проти сільського католицизму, так і проти анабаптистів, послідовників радикальної Реформації. Зіткнувшись з цим наступом, католицькі кантони, і головним чином лісові кантони, з 21 травня по 8 червня 1526 року організують Баденський диспут, на якому перемагають католицькі тези, а Цвінглі відлучують від церкви та затверджено фундаментальний поділ країни між двома релігіями. Тільки Гларус та Аппенцелль залишилися нейтральними, оскільки вони були змішаними.

### Каппельські війни

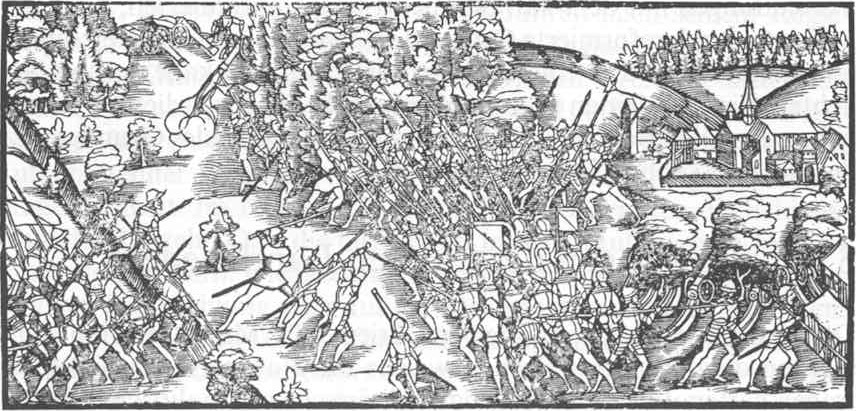
Зображення Другої каппельської війни.

Поступово обидва табори утворили протиборчі союзи: протестанти — подвійну спілку «християнських комбуржуазій», підписаний 25 грудня 1527 року та 15 жовтня 1529 року, а католики — «Християнську унію», засновану 22 квітня 1529 року в результаті контактів з Вале, Савоєю та Австрійськими Габсбургами. І якщо свобода віросповідання не викликала особливих проблем у кантонах, то за те, хто має право визначати конфесію в спільних володіннях, точилася запекла боротьба. Протестантські кантони бажали залишити кожній парафії свободу вибору своєї приналежності, тоді як католицькі кантони виступали категорично проти цього. З обох боків лунали провокації та погрози, аж до страти на вогнищі пастора Якоба Кайзера владою Швіцу в помсту за страту в Цюриху видатного діяча з Тургау: дізнавшись про це, Цюрих 8 червня 1529 року оголосив війну п'яти католицьким кантонам і мобілізував свої війська, відправивши їх у напрямку села Каппель-ам-Альбіс на кордоні з Цугом. Ця перша релігійна війна в Європі, названа Першою каппельською війною, була ледь уникнута завдяки посередництву Ганса Еблі, ландамана Гларусу, який залишився нейтральним. Перший капельський мир підписано 26 червня 1529 року; він дозволяв поширення Реформації в спільних володіннях і змушував католицькі кантони відмовитися від союзу з австрійським імператором Фердинандом I, одночасно забороняючи проведення протестантських богослужінь у цих кантонах. Легенда зберегла епізод про каппельський молочний суп, який нібито відбувся під час мирних переговорів.
Однак цей мир проіснував лише кілька років: вважаючи, що відмова католицьких кантонів відправити війська на допомогу лігам Граубюндену, які були переважно реформатськими, під час війни в Муссо на початку 1531 року є порушенням союзних угод, цюрихці, як і раніше очолювані Цвінглі та підтримувані Берном, з літа 1531 року ввели економічну блокаду кантонів Люцерн, Урі, Швіц, Унтервальден і Цуг з метою змусити їх дозволити протестантську віру на своїх землях. Останні мобілізувалися й 11 жовтня 1531 року перейшли в наступ у Другій каппельській війні, де 7 000 їхніх бійців перемагають 2 000 цюрихців. У битві католики втратили близько 100 осіб проти 500 з боку протестантів, серед яких був Цвінглі, який супроводжував війська як військовий капелан і якого, знайденого мертвим на полі бою, згодом спалили як єретика. Після звістки про його смерть 16 листопада 1531 року завдяки посередництву Франції було підписано другий каппельський мир: хоча кожен кантон міг вільно обирати свою релігію, католицизм було проголошено основною релігією в спільних володіннях, а християнські комбуржуазії було розпущено. Цей мир, який іноді називають «другим національним миром», практично остаточно закріпив релігійні кордони в німецькій частині Швейцарії і став одним із договорів, що разом із колишніми пактами становлять основне право Конфедерації.

### Реформація на заході

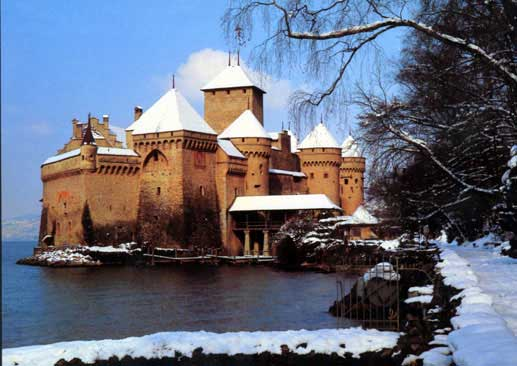
Шийонський замок у снігу.

У своєму постійному просуванні на захід Берн, який тимчасово окупував Невшатель, що став спільним володінням між 1512 і 1529 роками, 1533 року запровадив реформацію в Женеві, а 22 січня 1536 року, за підтримки Фрібура та Верхнього Вале, вирушив у завоювання франкомовних територій, зокрема краю Во. Він просунувся аж до Шабле під приводом надання допомоги Женеві, якій тоді загрожував герцог Савойський. Менш ніж за місяць бернські війська під командуванням Ганса Франца Негелі послідовно окупували Лозанну, Морж, Роль, Ньйон, Дівонн, Копе, Пеї-де-Жекс, Форт-л'Еклюз, Женевуа, Фосіньї, а завершили завоювання взяттям Шийонського замку 29 березня 1536 року. Зі свого боку, побоюючись занадто потужного поступу бернських військ, влада Верхнього Вале захопила решту Шабле, а також лівий берег Рони та Женевське озеро аж до Тонона.

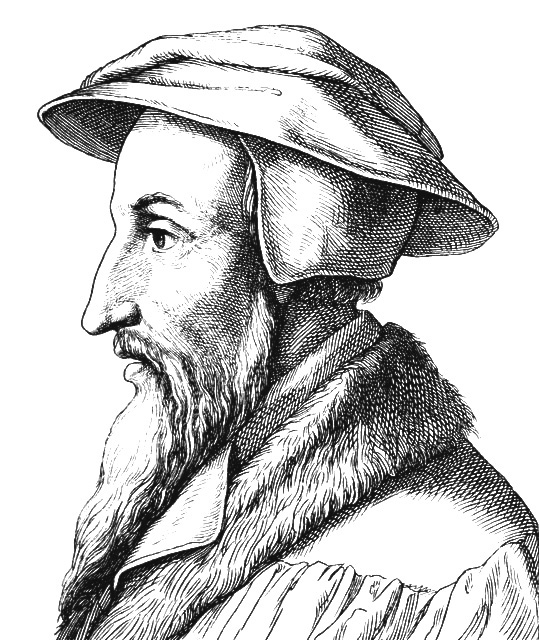
Портрет Джона Кальвіна.

Швейцарські завоювання на заході, частково мотивовані вступом Франциска I у війну проти Савої, завершилися купівлею графства Грюєр Фрібуром і Берном у 1555 році. Водночас решта Савойського герцогства була захоплена Францією, Женева стала незалежним містом, а підвладний Тічино підтвердив своє бажання залишатися католицьким, вигнавши кілька протестантських родин з Локарно до Цюриха.
Реформація поширилась у Романдії, зокрема в Лозанні та Женеві, завдяки проповідникам Гійому Фарелю, П'єру Віре та Жану Кальвіну, яких, однак, було вигнано з Женеви в 1538 році. Два роки по тому, після перебування у Страсбурзі, де він одружився, 13 вересня 1541 року Кальвіна відкликали до Женеви, де він став буржуа у 1559 році, коли місто стало справжньою теократією, а Женевська церква через консисторію стала духовним урядом того, що мало стати «протестантським Римом». У той самий період протестанти заснували дві академії, відповідно в Лозанні в 1537 році, а потім у Женеві в 1559 році, призначені для підготовки пасторів.
Два мирні договори, укладені 1564 року в Лозанні, а потім 1569 року в Тононі між Берном і Вале з одного боку та герцогом Савойським з іншого, підтвердили бернські володіння на північному березі озера, але південний берег передали під опіку савойців. З боку Вале кордон було встановлено по річці Морж. У результаті Женева знову опинилась ізольованою від Конфедерації та оточеною савойськими територіями. Однак місту вдалося поновити договір про комбуржуазію з Берном, включивши до нього Цюрих. Після того, як католицькі кантони двічі відмовляли місту у вступі до Конфедерації, Савоя зробила останню, але невдалу спробу повернути Женеву в ніч на 11 грудня 1602 року під час Ескалади.

### Контрреформація

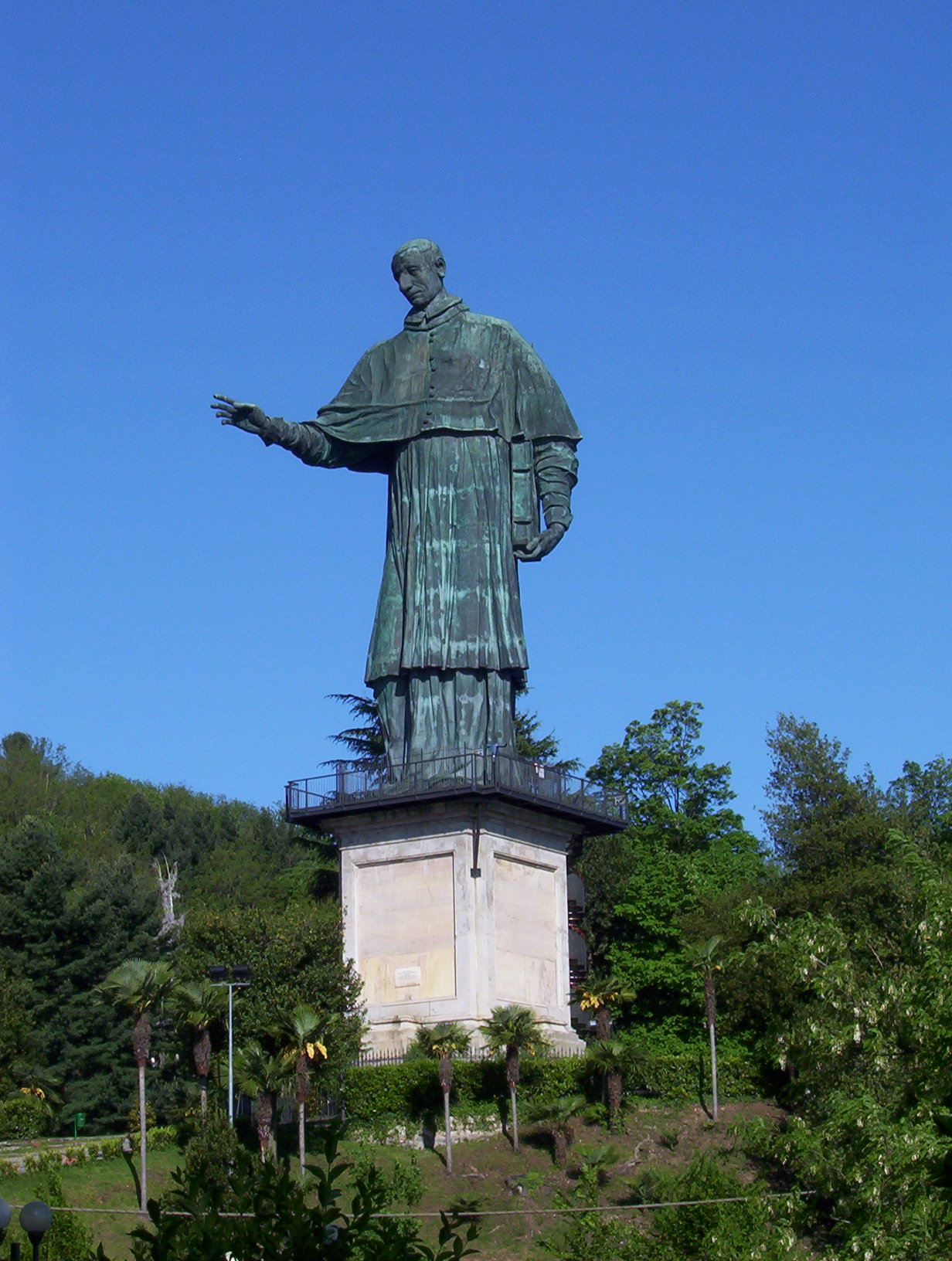
Статуя Карла Борромео в Ароні.

Реакція європейських католицьких держав, і зокрема Ватикану, на прогрес протестантської Реформації призвела до скликання Папою Павлом III Тридентського собору в 1545 році. Вживавши вже заходів для зупинення поширення Реформації, католицькі кантони проігнорували два перші засідання, а згодом делегували абата Айнзідельна та ландамана Нідвальдену, які у 1564 році погодилися з висновками та рішеннями Собору. Однак ці резолюції не були швидко впроваджені, частково через опір нижчого духовенства внутрішнім реформам, а частково через лінь або втечу єпископів Базеля, Кура, Констанца (замінений створенням курії в Люцерні), Женеви (втік до Савої) та Лозанни (біженець у Фрібурі).
У 1570 році кардиналі архієпископ Мілана Карло Борромео за допомогою апостольського нунція Джованні Франческо Бономі дав необхідний імпульс для запуску програми державної освіти, затвердженої Собором і визначеної в «католицькій реформі». Було запрошено єзуїтів, які відкрили першу школу в 1574 році в Люцерні, а через шість років — другу у Фрібурзі і третю в 1591 році в Порантрюї, звідки щороку випускалося близько п'ятдесяти семінаристів. Паралельно з цим, орден капуцинів оселився в Швейцарії в 1535 році, щоб забезпечити відродження проповідницької та пастирської діяльності: перший монастир капуцинів був заснований в Альтдорфі в 1589 році, за ним послідували ще два в Штансі та Люцерні.
Одночасно з початком впровадження заходів католицького відродження була запроваджена Контрреформація, спрямована на уповільнення просування та повернення позицій, втрачених протестантською Реформацією. Зокрема, дії нового єпископа Базеля, Якоба Крістофа Бларера фон Вартензее, дозволили католикам повернути собі долину Бірс, Порантрюї, долини Лауфен і Делемон, а також Франш-Монтань (усі вони були фогтствами Базеля, доля яких була вирішена арбітражем, доданим до Баденського договору у 1585 році). Втім, йому не вдалося здійснити обмін із Берном між містом Біль та територіями абатства Мутьє-Гранваль. Зі свого боку, єпископ Сьйону, Адріан де Рідматтен, за підтримки мешканців віддалених гірських долин повернув Вале до католицької віри, водночас усунувши зловживання в середовищі духовенства. У 1604 році він опублікував постанову, що забороняла протестантську релігію на території Вале та закривала двері до будь-яких політичних, соціальних чи економічних посад для протестантів.
Після глибоких розбіжностей щодо союзу з Іспанією, тагзатцунг у 1597 році запропонував розділити кантон Аппенцелль на два напівкантони: католицький Аппенцелль-Іннерроден та протестантський Аппенцелль-Ауссерроден, після того, як усі спроби діалогу та посередництва зазнали невдачі. Країна фактично розділилася на дві частини, з двома окремими тагзатцунгами, один у Люцерні, інший в Аарау: хоча католики мали більшість у кантонах, вони усвідомлюювали, що перебували в значній економічній та демографічній меншості.

## Останні релігійні війни

### Тридцятирічна війна

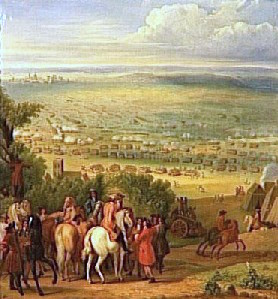
Зображення битви під Лансом під час Тридцятилітньої війни.

Коли в 1618 році біля їхніх кордонів спалахнула європейська війна, швейцарські кантони вирішили не втручатися у Тридцятирічну війну: з одного боку, католики не бажали ставати під прапор Габсбургів, а з іншого — протестанти з підозрою ставилися до Швеції, що набирала силу в Європі. Тим часом наймання воюючими сторонами тисяч швейцарців стимулювало місцеву економіку. 18 і 19 липня 1620 року Три ліги Граубюндену, головна ціль обох таборів, які прагнули контролю над реційськими перевалами, стали свідками різанини «Sacro Macello» (буквально «свята різанина»), під час якої католики з Вальтелліни за допомоги іспанських військ з Мілана вбили багатьох протестантів.
Коли воєнні дії загострилися, а війна набула європейського характеру зі вступом у боротьбу Франції з боку протестантів та Іспанії та Нідерландів з боку католиків, 1631 року тагзатцунг зібрався в Бадені та офіційно проголосив нейтралітет країни в конфлікті. Однак цей проголошений нейтралітет кілька разів підривався, зокрема 1632 року, коли бернські війська, відправлені на допомогу Мюлузу, були помилково атаковані жителями Золотурну, та 1633 року, коли католики помилково звинуватили Цюрих у допомозі шведам у їхній спробі захопити місто Констанц.

### Вільський дефензіонал
Незважаючи на декларацію тагзатцунгу про нейтралітет, порушення кордонів на півночі країни почастішали, що спричинило потребу в спільній обороні, оформленій спільним пактом, на відміну від перших оборонних угод, укладених лише між кількома кантонами та на обмежений термін. Кілька пропозицій у цьому напрямку було зроблено між 1620 і 1639 роками, послідовно протестантськими кантонами (відхилені Базелем), Берном (відхилені тагзатцунгом), потім Базелем (відхилені Берном і Цюрихом). У 1646 році просування шведів до берегів Боденського озера поновило побоювання щодо вторгнення в країну та змусило тагзатцунг заснувати «Військову раду» в селі Віль у кантоні Санкт-Галлен, яка мала захищати кордони країни (і головним чином кантон Тургау) за допомогою 36 000 солдатів. Водночас кантональні власті запровадили обов'язкову військову підготовку як для окремих бійців, так і для підрозділів.
Спочатку тимчасова, рада стала постійною під час перегляду дефензіоналу 18 березня 1668 року в Бадені, а її чисельність збільшилася до 40 000 чоловік і 60 гармат після окупації Франш-Конте Францією.
У період з 1676 по 1703 роки кантони Швіц, Урі, Цуг, Обвальден, Нідвальден й обидва Аппенцеллі денонсували дефензіонал під приводом того, що він ставить під загрозу їхню незалежність і суверенітет.

### Вестфальські договори
Хоча конфедерати не брали активної участі у Тридцятилітній війні, вони, звиклі до участі в європейських конгресах, прагнули взяти участь у відкритті мирних переговорів, що відбувалися в Мюнстері з грудня 1644 року; зокрема, влада бажала прояснити ситуацію з Базелем, Шаффгаузеном, Аппенцеллем та Санкт-Галленом, які не були включені до мирної угоди 1499 року і на той час все ще перебували під імперською юрисдикцією. Однак їхня присутність була відхилена спільно австрійцями та французами аж до 1646 року, коли французький посол змінив свою думку і запросив бургомістра Базеля Йогана Рудольфа Веттштайна як представника реформатських міст.
Коли Веттштайн домігся звільнення Базеля від імперської юрисдикції, тагзатцунг визнав його офіційним представником й отримав підтримку герцога Люневільського. Фактично, після кількох років переговорів, 24 жовтня 1648 року учасники підписали два Вестфальські договори. Поділ Священної Римської імперії на користь національних держав, територіальні здобутки для Франції та Швеції та поділ Європи на дві половини, одну католицьку, а іншу протестантську — це основні рішення, прийняті під час цих договорів.
Для Швейцарської конфедерації та всіх кантонів, що входили до її складу, цей договір мав надзвичайно важливе значення. Фактично, визнання її незалежності є офіційним та остаточним у цьому випадку, як і у випадку з Республікою об'єднаних провінцій Нідерландів. Швейцарія врешті стала державою, визнаною всіма незалежною, остаточно відокремленою від Імперії та захищеною від претензій Габсбургів.

### Філльмергенські війни

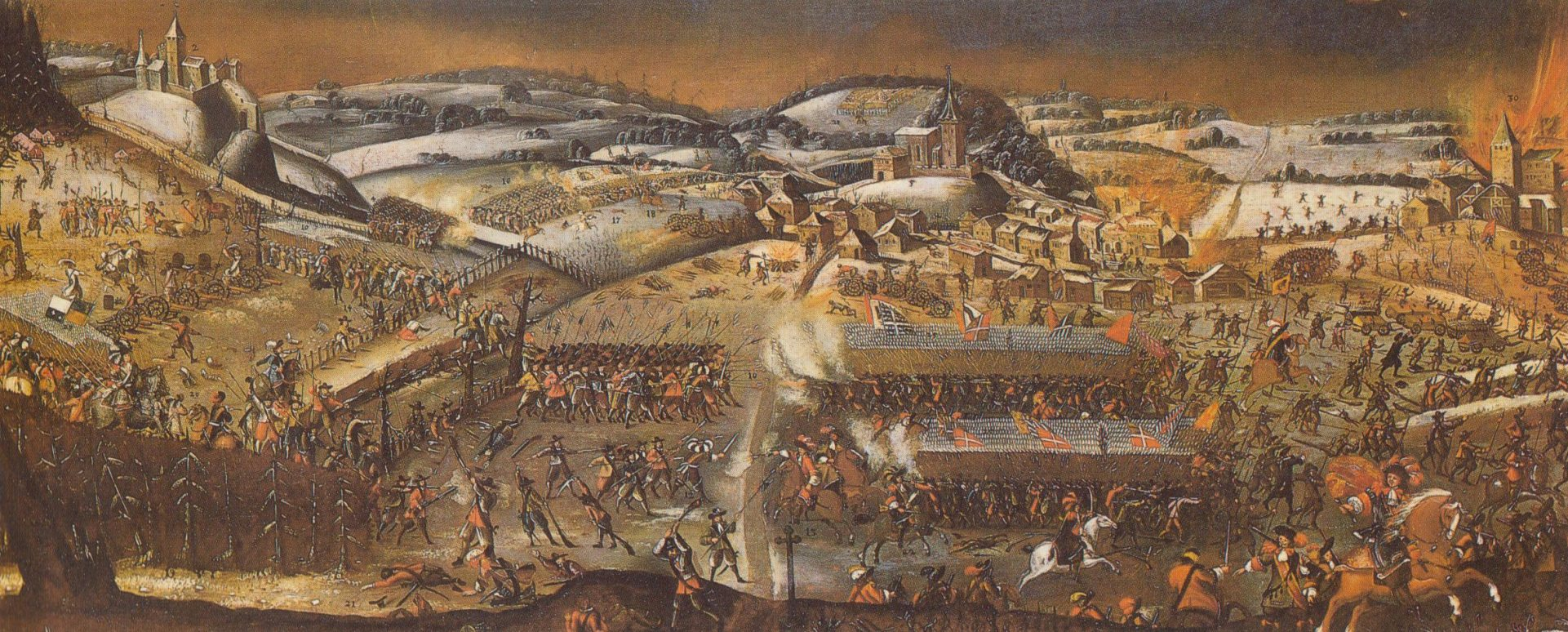
Зображення першої битви під Філльмергеном.

Попри укладення Другого каппельського миру, конфесійні напруження між сільськими католицькими кантонами та протестантськими містами — особливо Берном і Цюрихом, які разом у другій половині XVII століття відігравали дедалі помітнішу політичну, демографічну, соціальну та економічну роль — так і не були зняті.. У 1656 році Цюрих спробував запровадити в католицьких кантонах заходи, спрямовані на покращення умов життя протестантів, які там проживали; 24 січня 1656 року ця спроба переростає в генеральну битву між цюрихськими військами та католиками поблизу ааргауського села Філльмерген, яке дало назву цій битві. Військові дії припинилися 20 лютого після поразки протестантів, а 7 березня мирний договір відновив status quo, вигідний для католиків.
Конфлікт поновився з тих самих причин і в тому ж місці 1712 року після того, як реформовані мешканці Тоггенбурга 1707 року повстали проти свого господаря, абата Санкт-Галленського. Цього разу вже протестанти перемогли в Тоггенбурзькій війні та 15 червня 1718 року підписали Баденський мир, що запровадив кілька політичних змін, зокрема щодо володіння спільними володіннями: католицькі кантони були усунуті від Баденом і Нижнім Фрайамтом, тоді як Берн допустили до управління Верхнім Фрайамтом, Тургау, Райнталем та Заргансом). Також було змінено порядок ухвалення рішень на засіданнях тагзатцунгу — замість простої більшості (яку мали католики) рішення ухвалював суд, складений у рівній кількості з католиків і протестантів. Після цієї війни у Швейцарії зберігається кілька традицій, зокрема випікання хлібу Maitli-Sunntig в Ааргау у другу неділю року на знак подяки жінкам, які прийшли допомогти солдатам на полі бою, або вимога до водуанських пасторів перевіряти під час вінчання, чи має наречений «свій мундир і зброю», щоб уникнути ситуацій, як під час битви, коли деякі солдати лишалися без озброєння.

## Соціальні рухи та бізнес
У той час як релігійні війни, що ознаменували другу половину XVII століття як у Швейцарії, так і в решті Європи, XVIII століття відзначилося кількома економічними та соціальними повстаннями, що мали набагато менший масштаб, але свідчили про зміну менталітету. Між підписанням Аарауського миру, що завершив Другу філльмергенську війну в 1712 році, та Французькою революцією 1789 року на території Швейцарської конфедерації та її союзників відбулося понад 20 «справ», конфліктів, заворушень або мініреволюцій на території Швейцарської конфедерації або її союзників, з двома піками в 1760-х і 1780-х роках, відповідно періодами високої та дуже низької економічної кон'юнктури.
Окремо взяті, ці події ніколи не становитили значної небезпеки для чинної влади, але вимагатили від неї підвищеної пильності та давали кантонам можливість неодноразово висловити свою спільну солідарність із підданими країнами.

### Селянська війна 1653 року

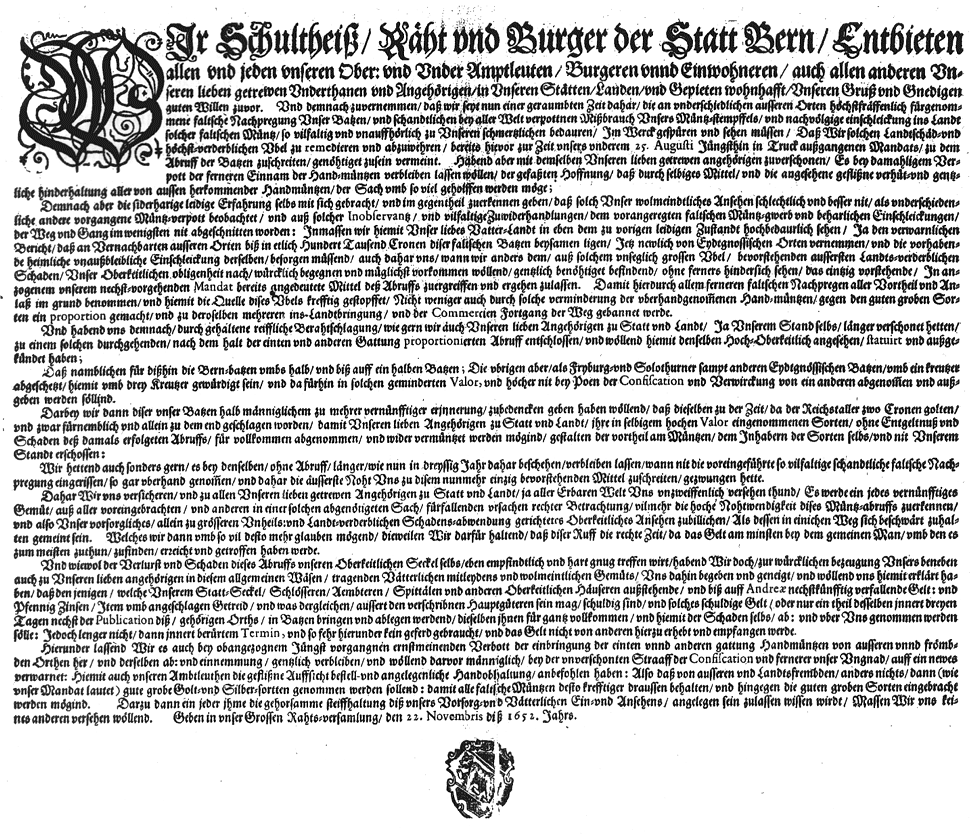
Бернський едикт про девальвацію бацена 1652 року.

Попередник соціальних конфліктів XVIII століття, Селянська війна 1653 року відбулася одразу після завершення Тридцятирічної війни. Після приблизно двадцяти років сприятливих економічних умов завдяки своєму нейтралітету в Європі, що перебувала у стані війни, Конфедерація після закінчення воєнних дій повністю зазнала девальвації своїх валют (і головним чином бацена, що використовувався на заході країни) через високу інфляцію.
Рішення про девальвацію бацена, прийняте в грудні 1652 року кантонами Берн, Золотурн і Фрібур, викликало невдоволення серед селян долини Ентлебух, у кантоні Люцерн, а пізніше всього Емменталю, Золотурну та частини Ааргау. На початку 1653 року селяни вимагали компенсаційних заходів за фінансові втрати, а також створення «селянського союзу», партнера тагзатцунгу. Ця криза стала останньою, під час якої було зроблено спробу федерального посередництва (запропонованого лісовими кантонами щодо Люцерну та Цюрихом і Цугом щодо Берну); після цього близько 3000 селян, які зібралися навколо Люцерна, погодилися відступити.

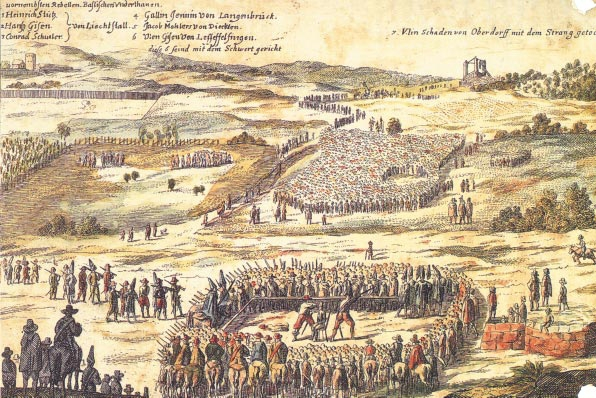
Страта ватажків Селянської війни 1653 року.

Коли ситуація, здавалося б, заспокоїлася, в березні 1653 року тагзатцунг опублікував жорсткий «указ проти повстання», що викликало обурення в сільській місцевості. Селяни мобілізували 16 000 чоловіків, призначили головою Ліги Ніклауса Лоєнбергера й оточили Берн, змусивши уряд пообіцяти виплатити компенсацію в розмірі 50 000 лір.
Відповідно до мирних угод, підписаних 29 травня в Муріфельді (поблизу міста Берн) та 4 червня в Меллінгені, Народна ліга почала демобілізацію, коли її війська були несподівано атаковані бернськими військами, підкріпленими контингентами з Во, Фрібуру та Невшателю. Селяни зазнали поразки під Воленшвілем в Ааргау та під Герцогенбухзее в кантоні Берн. Лідерів повстання переслідували, катували та калічили, хоча перемир'я, підписане за кілька днів до того, обіцяло їм безкарність.

### Майор Давель

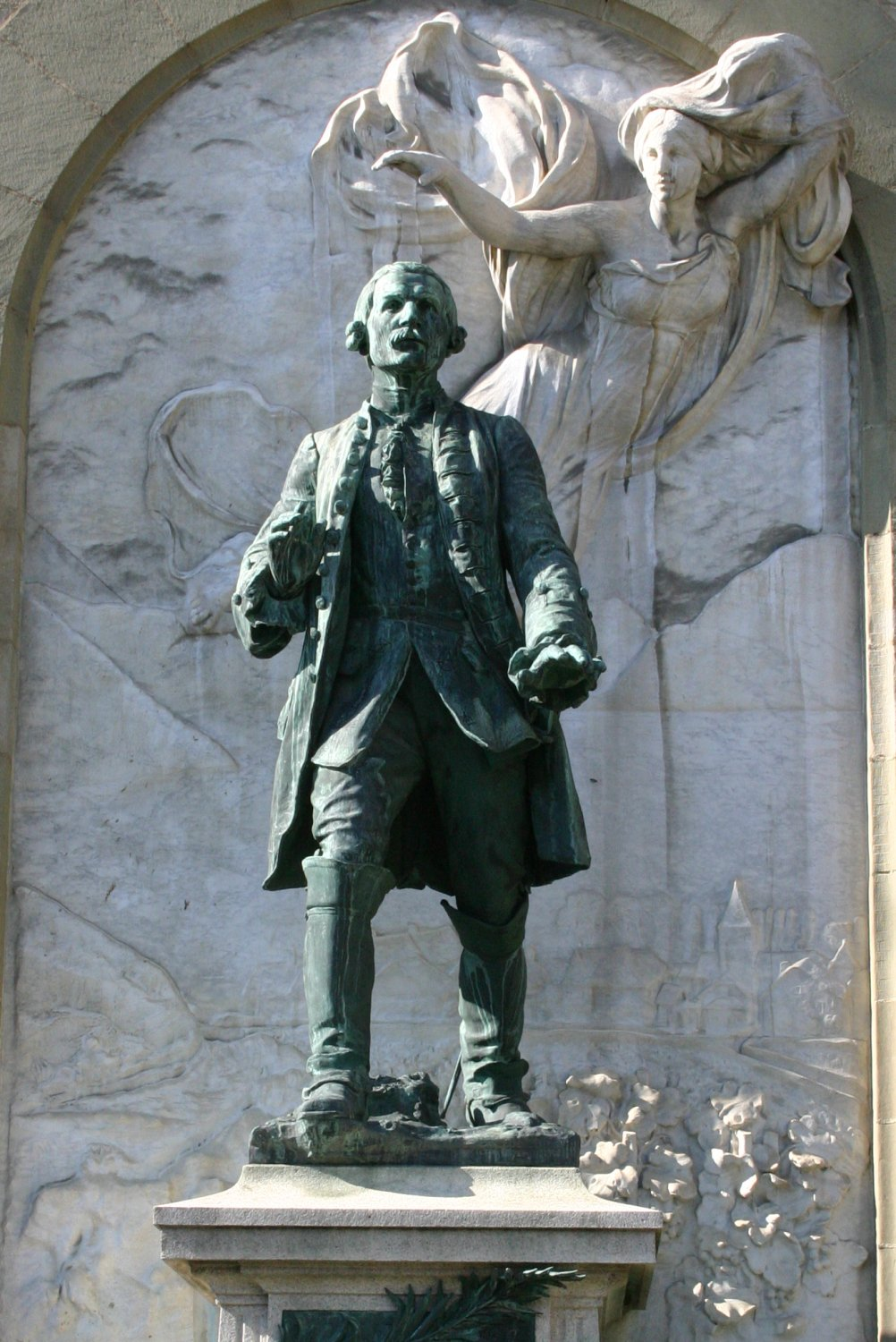
Пам'ятник майору Давелю в Лозанні.

31 березня 1723 року офіцер з кантону Во, майор Абрахам Давель, мобілізував свій батальйон і, не попередивши своїх людей, штурмував ратушу в Лозанні з метою звільнити кантон Во від панування Берна, релігійну політику якого він відкидав. 53-річний офіцер розпочав свій рух самотужки, без підтримки населення та влади, яка викрила його бернцям. 1 квітня 1723 року його заарештували та судили в Лозанні за заколот, зокрема за передачу владі багатосторінкового маніфесту. Під час судового процесу суд намагався представити його як фанатика та виключав зі справи будь-який політичний аспект. У підсумку його засудили до смерті і, після тортур, 24 квітня стратили у Віді, Лозанна. Він був реабілітований лише в 1839 році, коли на соборі Лозанни було встановлено меморіальну дошку, а в наступні роки з'явилися кілька пам'ятників, п'єс, картин (зокрема «Майор Давель» Шарля Глейра), досліджень та історичних заходів).

### Взяття Женеви 1737 року
Женева, яку нарекли «лабораторією революції», у XVIII столітті пережило кілька заворушень, головним чином через велику фінансову нерівність населення, де на невеликій території дуже заможна еліта співіснувала з великою кількістю бідних. У цей період населення поділялося на чотири політичні класи: з одного боку, «буржуазія» і «громадяни», які брали участь у політичному житті, а з іншого — «мешканці» (новоприбулі в місто) і «уродженці» (нащадки мешканців), які не мали жодних політичних прав і зазнавали різних економічних труднощів. Фактично, перехід з одного класу в інший був дуже складним, а то й неможливим.
Хоча перше повстання 1707 року, очолюване П'єром Фатіо, не увінчалося успіхом, друга публічна демонстрація була спровокована через відсутність консультацій виконавчої влади з буржуазією щодо виділення нових фінансових коштів на будівництво нових укріплень міста. Ситуація поступово погіршувалася, аж поки 20 серпня 1737 року буржуазія пішла на штурм ратуші, яку захищали урядові війська. Після загибелі одинадцяти людей війська були змушені відступити, і Республіка перейшла під контроль буржуазії, яка проголосила Генеральну раду носієм суверенітету.
Лише 8 травня 1738 року законний уряд зміг повернутися до міста після спільного посередництва Франції, Цюриху та Берну. Це «ілюстративне посередництво» (за його назвою) з одного боку підтверджило повноваження обмежених рад (Рада двохсот, Рада шістдесяти та Рада двадцяти п'яти), а з іншого — надало буржуазії низку прав, зокрема право на представництво в цих радах.

### Змова Генці
Ще одне буржуазне повстання проти аристократії відбулося в 1748 році в Берні: перше прохання було адресовано уряду в 1744 році з проханням погодитися відкрити право на державні посади для всіх буржуазних верств населення, тим самим збільшивши кількість правлячих родин з 80 до 350. Це прохання було відхилено владними родинами, а авторів прохання, включаючи Самуеля Генці, засудили до вигнання на п'ять років. Потім Генці поїхав до Невшателя, де заробляв на життя журналістом.
Протягом цих п'яти років кілька підприємців і ремісників ініціюють змову і переконують Генці приєднатися до них. Останній пише план повної реорганізації кантону Берн, вводячи в нього кілька революційних елементів, таких як народні вибори або обмеження терміну повноважень. Однак 2 липня 1749 року один із учасників видав змову уряду. Уряд заарештував 70 осіб, підозрюваних в участі у змові, які були судимі в наступні дні: Самуель Генці, визнаний одним із лідерів повстання, був страчений разом із двома своїми товаришами 17 липня того ж року. Незважаючи на зусилля уряду Берна зберегти цю справу в таємниці, звістка про цю змову викликала значний резонанс у закордонній пресі; у 1753 році на цю тему навіть була частково опублікована драма.

### Левентінське повстання
Левентіна, хоча і була фогтством Урі з часу укладення Міланського миру 4 квітня 1441 року, мала певні свободи, зокрема свої привілеї. Однак, коли в 1754 році влада Урі затребувала від Левентіни надати звіти про управління майном вдів та опікунів, місцева асамблея відмовилася та 8 травня 1755 року заарештовувала фогта Урі.
Майже одразу війська Урі, яких підтримували 1 300 жителів Унтервальдену та Люцерну, розгорнулися в Левентіні, де повстанці склали зброю. Троє лідерів були заарештовані та страчені 2 червня 1754 року на площі Файдо перед усім чоловічим населенням долини, яке повинно було на колінах поновити свою присягу на вірність. Після цієї справи Левентіна була позбавлена своїх особливих прав: його збори скасовуються, а повноваження судового виконавця посилюються.

### Повстання Шено
У Грюєрі, володінні кантону Фрібур, кілька рішень посилили напруженість: як релігійні (заборона деяких процесій у 1773 році та державних свят у 1780 році, закриття монастиря Вальсент у 1778 році), так й економічні (заборона загального випасу худоби в підліску та обмеження на експлуатацію громадських лісів). Проблема лісів натякає на справу Сото та вирубку лісу, проведену в 1775 році в частині лісу, зарезервованій для уряду на чолі з П'єром-Ніколя Шено. Ці рішення були погано зрозумілі та, у поєднанні з чутками про нові податки, викликали невдоволення місцевого населення.
Це невдоволення вилилося у справжнє повстання близько 2500 осіб, очолюване військовим П'єром-Ніколя Шено і, ймовірно, ініційоване адвокатом Жаном Ніколя Андре Кастеллою, майбутнім президентом Швейцарського клубу Парижа, які 2 травня 1781 року вирушили до Фрібура, де наступного дня було заплановано провести травневий ярмарок. Наміри повстанців полягали в тому, щоб скористатися цією подією для захоплення влади або змусити уряд відмовитися від деяких рішень і виправити певні зловживання.
4 травня, після того, як селянам вдалося захопити міську браму, арсенал та ратушу, їх оточили та роззброїли війська, які поспішно прибули з Берну, Люцерну та Золотурну на допомогу Фрібуру. Вночі з 4 на 5 травня Шено був убитий на дуелі одним зі своїх людей, Анрі Россьє. Його спокусила велика винагорода, обіцяна тому, хто доставить його мертвим чи живим. За законом Кароліна, смерть не знімала звинувачень, тому коли тіло Шено повернули до міста, його засудили, потім обезголовили та розчленували.
На відміну від інших місцевих повстань, смерть головного лідера повстання не заспокоїла його війська. Жителі Фрібура вирушили в паломництво до могили того, кого вони прозвали «святим Ніколя Шено, мучеником за свободу». Влада, слідуючи пораді Берну, Люцерну і Золотурну, вирішила вгамувати ситуацію та запросила «парафії та громади» викласти свої вимоги в письмовій формі. Якщо селяни вимагали лише податкових пільг і відновлення релігійних свят, то буржуазія прагнула кращого розподілу влади з патриціями. Конфлікт закінчився лише в 1783 році вигнанням його головних представників.

## Швейцарія епохи Просвітництва

### Голод 1770 року та прогрес сільського господарства

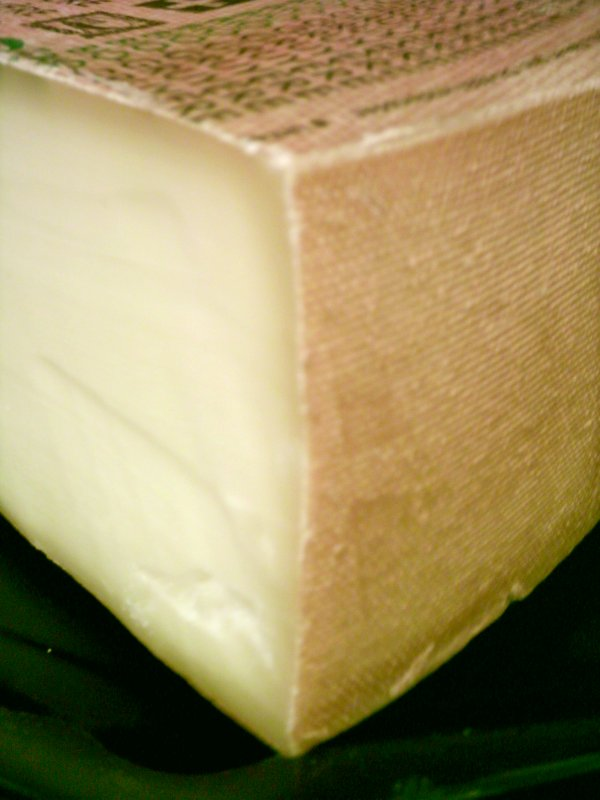
Грюєр, типовий експортний продукт.

Трирічна сівозміна, що діяла з Середньовіччя на Швейцарському плато, була поставлена під сумнів на початку XVII століття завдяки зростанню населення та новим промисловим можливостям. У наступному столітті ця практика більше не використовувалася, оскільки різноманітність культур та удобрення полів дозволили обійтися без парових земель. З початку століття по всій країні поширилося вирощування картоплі, навіть у горах, особливо в періоди голоду 1770 та 1771 років, компенсуючи таким чином значні коливання врожаїв пшениці, які піддавались значному зростанню та падінню цін з року в рік.
Ці нововведення значною мірою є результатом роботи, зокрема в сільськогосподарських кантонах Берн, Фрібур та Золотурн, послідовників фізіократії, які виступали за «керування природними законами». Водночас тваринництво поширилося в Альпах та Передальпах, де виробництво сиру (головними з яких були Грюєр та Емменталь) мало дедалі більший експортний успіх.
З часів Великої кризи 1770—1771 років різні кантональні уряди створили систему економічного контролю, масово закуповуючи пшеницю з Бургундії, Ельзасу та Швабії, а також із Сицилії та навіть Африки, та перепродаючи її на місці за нижчою ціною. Таким чином, міста Цюрих та Берн, серед інших, змогли запобігти голоду в межах своїх стін; поступово наприкінці століття цей розподіл поширився навіть на сусідні кантони.

### Промислова та економічна Швейцарія

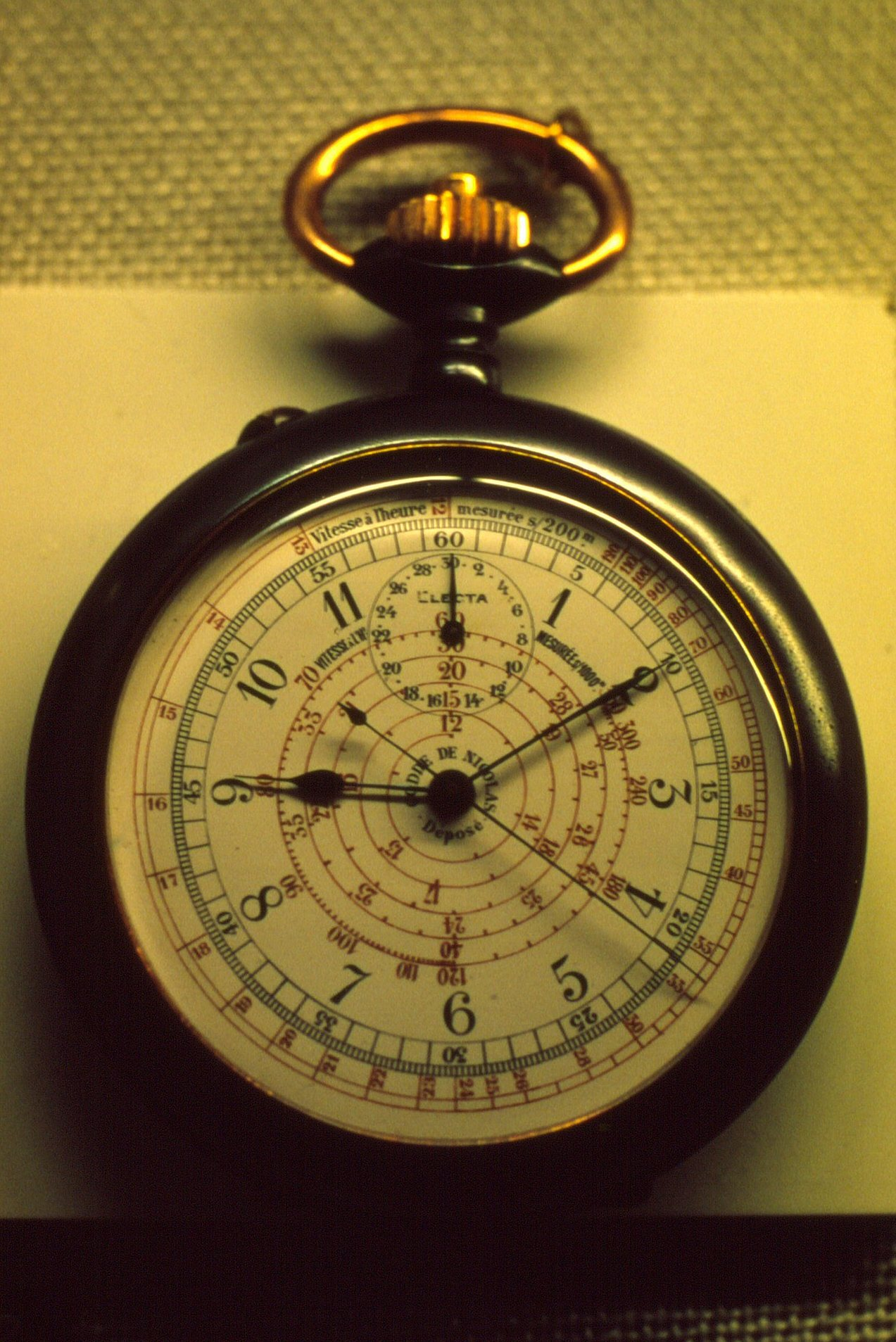
Хронометр, виготовлений у Бернській Юрі.

Поряд із прогресом сільського господарства почала розвиватися промисловість, головним чином на півночі та сході країни: текстильна робота дозволила багатьом бідним сім'ям трохи заробляти завдяки в'язанню трусиків та панчіх у сільській місцевості Берну, Цюриху та Базелю, панчішно-шкарпетковому виробництву в Ааргау або солом'яному плетінню та виготовленню капелюхів у Фрайамті та Рафцерфельді. Виробництво на 95 % здійснювалося на дому та лише на 5 % — на фабриці.
Водночас годинникове виробництво розвивалося як у Женеві для виробництва розкішних годинників, так і в горах Юра для виробництва дешевших моделей. Натхненні знаннями біженців-гугенотів з Франції, женевські годинникарі незабаром зосередилися лише на оздобленні своїх годинників, довіривши виробництво заготовок фабрикам, переміщеним до Пеї-де-Жекс, Фосіньї або Пеї-де-Во.
Швейцарська Конфедерація XVIII століття та її союзники також особливо відомі в галузі банківської справи та комерції: у той час як женевський банкір Жак Неккер став міністром фінансів короля Франції, його співвітчизники стали спеціалістами з імпорту бавовни, яку потім перевозили до Цюриха для обробки. Торгові доми, такі як будинок Цельвегера в Трогоні або будинок Пурталеса в Невшателі, поступово відкривали філії в головних портах і на ринках континентальної Європи. Деякі з цих торгових домів у другій половині століття займалися работоргівлею.

### Швейцарське Просвітництво

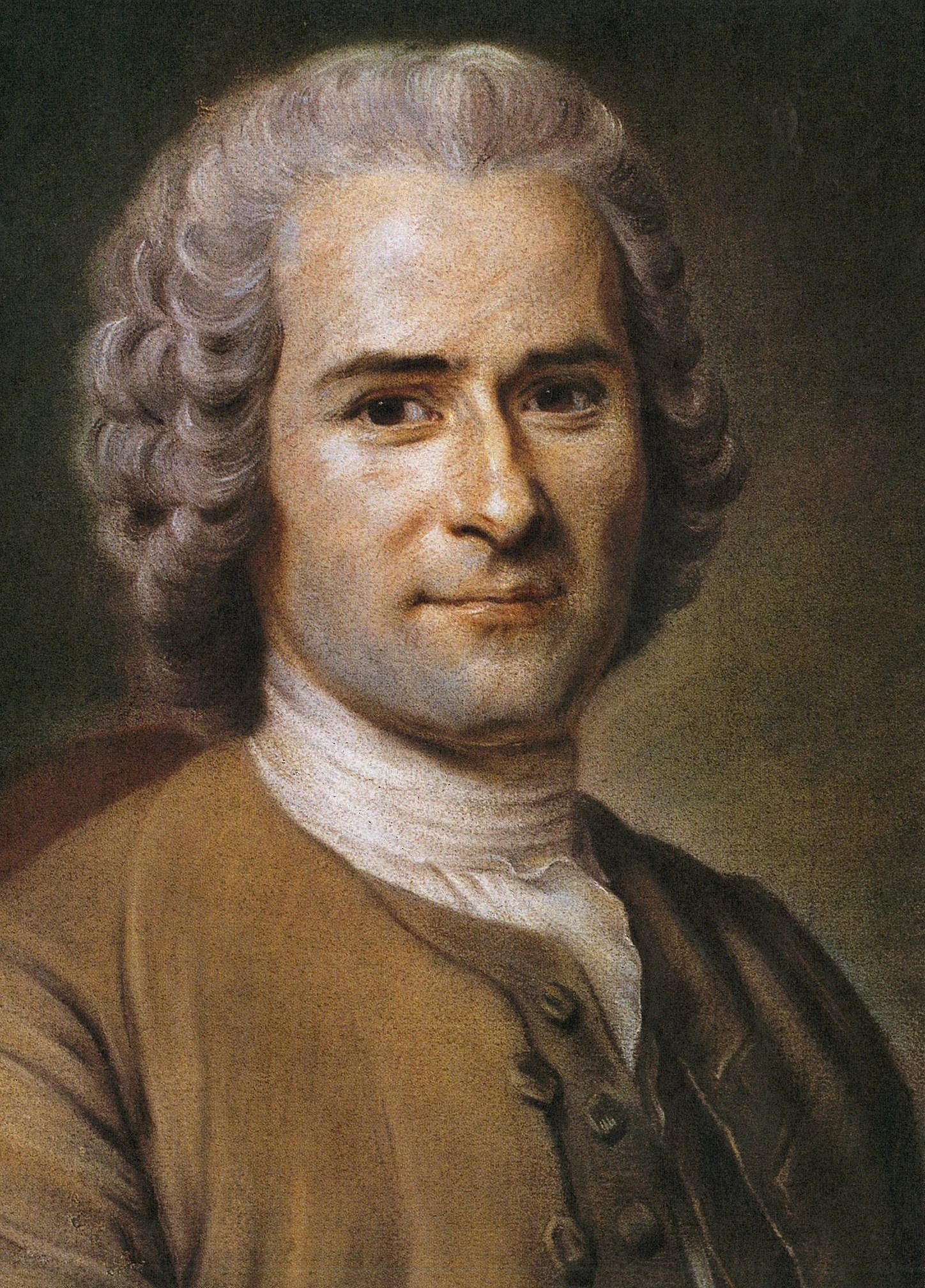
Портрет Жан-Жака Руссо, створений Морісом Квентіном де Латуром.

Вплив Просвітництва в Швейцарії особливо відчутний у сфері освіти та педагогіки, де на національному рівні точилася дискусія між прихильниками безкоштовної та обов'язкової освіти та їхніми опонентами, яких називали «обскурантистами» і які вважаюли цю ідею занадто дорогою та марною. Впровадження першого рівня освіти, відкритого для всіх (включно з дівчатами), вважається одним із найважливіших досягнень Просвітництва.
У той же час юристи та філософи, такі як Жан Барберак, Жан-Жак Бурламакі та Еммеріх де Ваттель, поширюють нову концепцію «природного права», за якою лише «здоровий глузд» дозволяє зрозуміти світ і яка визначає свободу совісті як одне з невід'ємних прав людини. Ця концепція була пізніше підхоплена як американським рухом за незалежність, так і мислителями Ісааком Ізеліном та Йоганном Георгом Циммерманом у політичній сфері.
У XVIII столітті з'являються перші швейцарські митці, які живуть за рахунок своєї творчості: такі письменники, як Жан-Жак Руссо чи Йоганн Генріх Песталоцці, або музиканти, такі як Франц Йозеф Леонті Маєр фон Шауензее. На науковому рівні лікар Альбрехт фон Галлер, математики Леонард Ейлер та Жан Бернуллі, а також фізик Ніколя де Бегелен були змушені покинути країну, у якій не було великих університетів, аби викладати в Берліні за правління Фрідріха II: до третини членів Берлінської академії та понад половина її наукового відділу були швейцарцями.
Протягом XVIII століття формується течія, названа Гонзагом де Рейно в його «Літературній історії Швейцарії у XVIII столітті» «гельветизмом», яка вперше виражає національне почуття. Спершу це був літературний рух, започаткований Беатом Луї де Мюралем та його «Листами про англійців та французів», опублікованими у 1725 році, який швидко поширився на інші регіони. В академіях були створені кафедри національної історії (включаючи ту, яку в Цюриху обіймав Йоганн Якоб Бодмер), а Йоганнес фон Мюллер опублікував у 1780 році свою «Історію швейцарців», що протягом наступного століття визначила історіографію країни. Символом цього руху стало Гельветійське товариство, засноване в 1761 році в Шинцнаху задля «пропагування дружби і любові, єдності та злагоди між конфедератами» і своїми працями пропагуватиме ідею альпійського пастуха як зразка «справжнього швейцарця» та Санкт-Готтард як «колиску історії Конфедерації та […] водонапірну башту Європи».

## Кінець Старого порядку
Спільна дія різних повстань другої половини XVIII століття століття та міжнародні події, такі як Американська революція та Французька революція, ознаменували кінець Старого порядку у Швейцарії. За сприяння сусідніх рухів революційні виступи у Швейцарії спалахнули ще в 1790 році в Цюриху, поставивши під загрозу політичну стабільність як кантонів, так і Конфедерації. Зрештою, в ім'я «свободи та людяності» країну захопить Франція, яка окупує її на наступні шістнадцять років.